# Jambol
Jàmbol (bugarski: Ямбол) je grad na jugoistoku Bugarske, upravno središte Jambolske oblasti. Grad leži na obalama rijeke Tundže u povijesnoj pokrajini Trakiji.

## Povijest
Na mjestu Jambola prvo znano naselje, bio je trački kraljevski grad Kabila. Ovaj grad osvojili su makedonci Filipa II. makedonskog, nakon njih gradom Kabile (Cabyle) vladaju Rimljani. Ovaj grad uništili su Avari 583. godine. 
Današnji grad Jambol osnovao je car Dioklecijan 293. god. n.e. pod imenom Diospolis (Božji grad - Zeusov grad). Ovo ime vremenom se izokrenulo u 
Diampolis ili Hiambouli (po bizantskim kroničarima), Dinibouli (po arapskim kroničarima), Dbilin ili Diamboli (po Bugarskim napisima) da bi nakraju postalo Jambol. 
Tijekom većeg dijela srednjeg vijeka grad je bio u sastavu Bizanta pod imenom Diamboli. Godine 1373. grad je pao pod vlast Otomanskog Carstva.
1878. godine Jambol su oslobodile ruske snage za vrijeme rusko-turskog rata 1877. – 1878. godine.
Od 1885. god. Jambol je u sastavu Bugarske, tada je postao grad u koji se je doseljavalo prognano stanovništvo bugarskog (slavenskog)  podrijetla za vrijeme velikih razmjena stanovništva na početku XX st. - između tek stvorenih balkanskih država Bugarske, Grčke i Turske.
U Jambol su se doselili i prognanici nakon neuspjelog Ilindenskog ustanka 1903. godine. 
Za prvog svjetskog rata u Jambolu je bila smještena jedinica Njemačkih carskih zračnih snaga s cepelinima koji su se koristili za izviđanje nad Rumunjskom, Istočnom Afrikom,  Rusijom i Maltom. 
Danas se 10 km zapadno od Jambola nalazi američka vojna baza - Besmer, po nekim vojnim analitičarima jedna od šest najvažnijih američkih vojnih baza izvan Sjedinjenih Američkih država.

## Poznate osobe
- Georgi Papazov, slikar
- Georgi Gospodinov, pisac
- Volen Siderov, novinar i političar
- Enčo Kerjazov, umjetnik

## Zbratimljeni gradovi
- Dublin, Irska
- Villejuif, Pariz, Francuska
- Sieradz, Poljska
- Iševsk, Rusija
- Berdjansk, Ukrajina

## Vanjske poveznice
- Službene stranice općine Jambol  Arhivirana inačica izvorne stranice od 19. rujna 2017. (Wayback Machine)
- Slike iz Jambola  Arhivirana inačica izvorne stranice od 1. listopada 2009. (Wayback Machine)
- Tundzha (Yambol) municipality